# 長城郡
長城郡（：／ Jangseong gun */?），是大韓民國全羅南道北部的一個郡，位於光州廣域市以北，北鄰全羅北道。面積518.6平方公里，2007年人口48,072人。下分1邑、10面。

## 地理
位於內藏山南麓。1975年長城湖完工，淹沒了北上面。

## 歷史
早前屬馬韓、百濟。940年始稱長城。

## 交通
鐵路有湖南線。高速公路有湖南高速公路、高敞潭陽高速公路經過。

## 友好城市
- 首爾特別市中區
- 庆尚南道咸安郡
- 京畿道果川市